# Sam Egwu
Sam Egwu, född den 20 juni 1954, var guvernör i Ebonyi, Nigeria från 29 maj 1999 till 29 maj 2007. Han var sedan utbildningsminister under Umaru Yar'Adua mellan december 2008 och april 2010.